# Германски манастир
Гѐрманският манастир „Св. Иван Рилски“ е български православен манастир.

## Местоположение
Намира се в Лозенската планина, на 5 километра югоизточно от село Герман, област София.

## История
В 1818 година местните хора успяват да построят на това място малка еднокорабна църква, вкопана в земята. Едва през 1885 година манастирът е възстановен напълно, като на мястото на скромната еднокорабна църква е издигната нова. В края на XIX век манастирът е посетен от цар Фердинанд и княгиня Мария Луиза, които посадили две секвои, издигащи се величествено до северната порта.
През 1928 г. бъдещият български екзарх Стефан дарява Германския манастир на ефория „Зограф" и по решение на Софийския епархийски съвет той е отреден за подворие на българския Зографски манастир „Св. вмчк. Георги Победоносец". В него се подготвяли монаси за служба в Атон. Днес в манастира отсядат атонски монаси.
Иконите са дело на братята Иван и Никола, синове на Станислав Доспевски.